# 莫林中心
46°48′46″N 71°12′38″W / 46.812909°N 71.210557°W
莫林中心（Morrin Centre）是加拿大魁北克省魁北克市的一个文化中心，内容是关于当地英语居民的历史贡献和当今文化。该中心包含魁北克文学和历史协会的私营英语图书馆。

## 历史
它坐落在一座被列为加拿大国家历史遗产的旧监狱建筑内。
该地点曾用于不同的功能：
- 皇家堡垒（1712年至1808年）
- 魁北克市公共监狱（1813年至1868年）
- 莫林学院（1862-1902）
- 魁北克文学和历史学会（1868年至今）